# Richard S. Cohen
Richard S. Cohen (5 avril 1937 - 13 avril 1998) est un juriste américain du Maine. Membre du Parti républicain du Maine (en), il a été procureur général du Maine (en) de 1978 à 1981.

## Biographie
Cohen grandit à Brookline (Massachusetts). Il obtient un diplôme de la Faculté de droit de l'université de Boston, puis devient conseiller au service de taxation du bureau du procureur général. Au cours de sa carrière, Cohen participe notamment à la négociation du Maine Indian Claims Settlement Act (en) ainsi qu'à une certaine évolution du bureau du procureur général. En 1980, il perd ses élections et est remplacé par James Tierney (en).